# مولر، میشیگان
مولر (به انگلیسی: Mueller Township) یک منطقهٔ مسکونی در ایالات متحده آمریکا است که در شهرستان اسکولکرافت واقع شده‌است.
 مولر  ۲۳۴ نفر جمعیت دارد و ۲۱۴ متر بالاتر از سطح دریا واقع شده‌است.